# Karlínský přístav

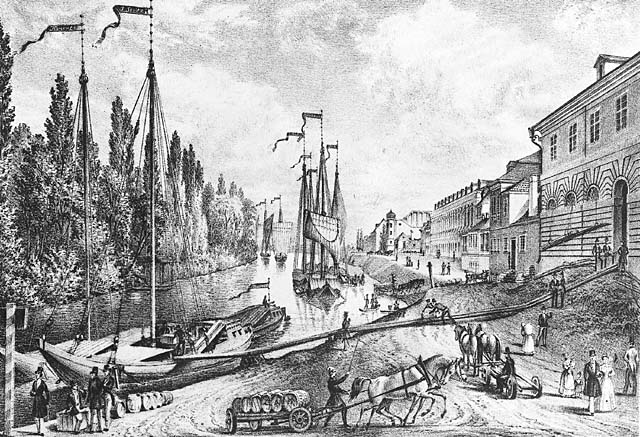
Karlínský přístav před polovinou 19. století

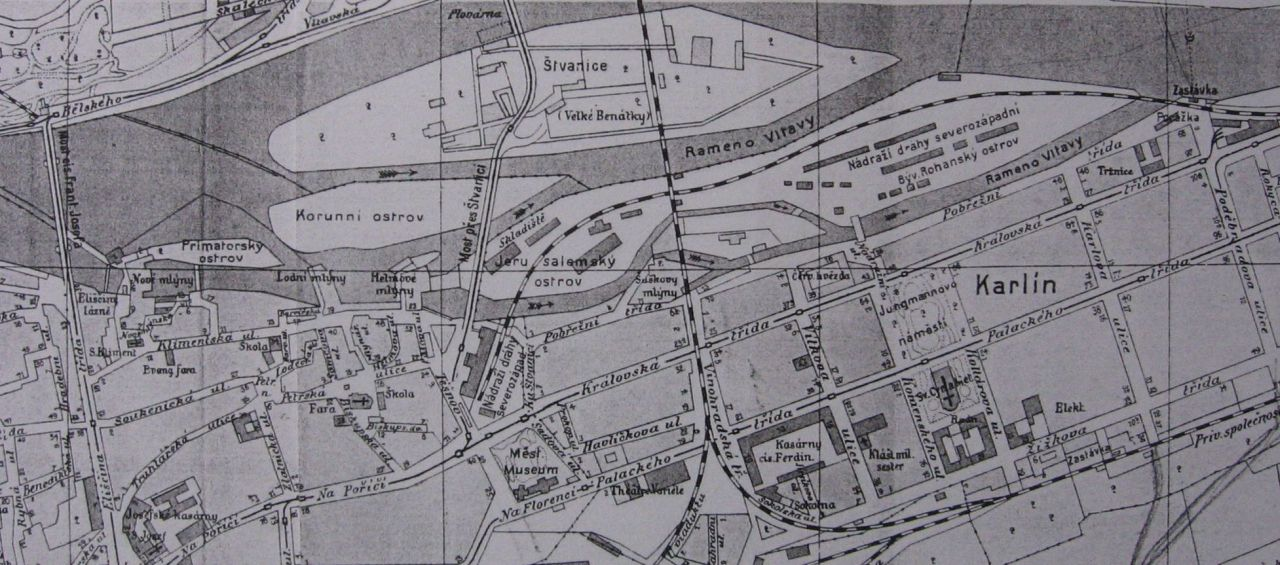
Mapa Vltavy u Karlína kolem roku 1910

Karlínský přístav byl zřízen v roce 1822 v Karlíně, na jižním vltavském ramenu (v bývalé mlýnské stoce), jako první obchodní přístav v Praze. Byl upravován v letech 1841, 1869, 1893 a 1911. Situován byl v místech dnešního Rohanského nábřeží (zhruba mezi ulicemi U nádražní lávky a Šaldovou).
Lodě odsud vyplouvaly na vltavsko-labskou lodní cestu, vedoucí přes celé Německo až do Hamburku. Ročně zde bylo naloženo a vyloženo přibližně 280 lodí. V dnes již zaniklém domě čp. 192 měla sídlo Pražská paroplavební společnost. Zvláště před zavedením železnice (velké nákladové nádraží Rakouské severozápadní dráhy, postavené na Rohanském ostrově v r. 1875) měl přístav značný význam pro hospodářský rozvoj Karlína.
Přístav ztratil význam po přeložení koryta Vltavy o několik set metrů na severozápad (kolem 1926). Rameno s přístavem bylo zaslepeno a postupně až do 50. let 20. století zasypáváno (údajně i zbytky po demolici Stalinova pomníku). Dodnes je ale v některých domech v Pobřežní ulici zachováno vybavení přístavu.